# Raimondo Castelli
Raimondo Castelli (falecido a 14 de julho de 1670) foi um prelado católico romano que serviu como bispo de Narni (1656–1670).

## Biografia
No dia 26 de junho de 1656, Raimondo Castelli foi nomeado durante o papado de Alexandre VII como Bispo de Narni. A 2 de julho de 1656, foi consagrado bispo por Giovanni Battista Maria Pallotta, Cardeal-Sacerdote de San Pietro in Vincoli, com Patrizio Donati, Bispo Emérito de Minori, e Ranuccio Scotti Douglas, Bispo Emérito de Borgo San Donnino, servindo como co-consagradores. Castelli serviu como Bispo de Narni até à sua morte a 14 de julho de 1670.